# Пещерева, Елена Михайловна
 Елена Михайловна Пещерева (13 мая 1897 года, Петроалександровск — 22 января 1985 года, Ленинград) — советский этнограф, востоковед, лингвист, специалист по Средней Азии. Являлась одной из последних представительниц первого поколения учёных — зачинателей советской этнографии в Средней Азии.

## Биография
Родилась 1 мая (13 мая) 1897 года в Петроалександровске (ныне Турткуль Каракалпакской АССР) в семье военнослужащего. 
В 1916—1917 сестра милосердия на фронтах Первой мировой войны, в 1917—1918 педагог в детском доме (Ташкент). В 1924 году окончила этнолого-лингвистическое отделение Туркестанского восточного института в Ташкенте.
В 1921—1961 годах — участница этнографических экспедиций и поездок по Средней Азии. Изучала в частности, ягнобцев. В 1961 году защитила докторскую диссертацию по историческим наукам по теме «Гончарное производство Средней Азии».
Преподаватель Ленинградского государственного университета, сотрудник Кунсткамеры.  Была научным руководителем этнографа Ф. Д. Люшкевич.
Заслуженную известность и всеобщее признание принесли Елене Михайловне её многолетние исследования по хозяйственным занятиям, жизни и быту узбекского, таджикского и других народов Средней Азии и прежде всего по истории, организации и социальной структуры ремесленного производства. В 1957 году АН СССР издала её совместный с М. С. Андреевым труд «Ягнобские тексты», а в 1976 году вышла в свет подготовленные ею и Н. А. Кисляковым «Ягнобские этнографические материалы».
Скончалась 6 февраля 1985 года.